# Tex Watson

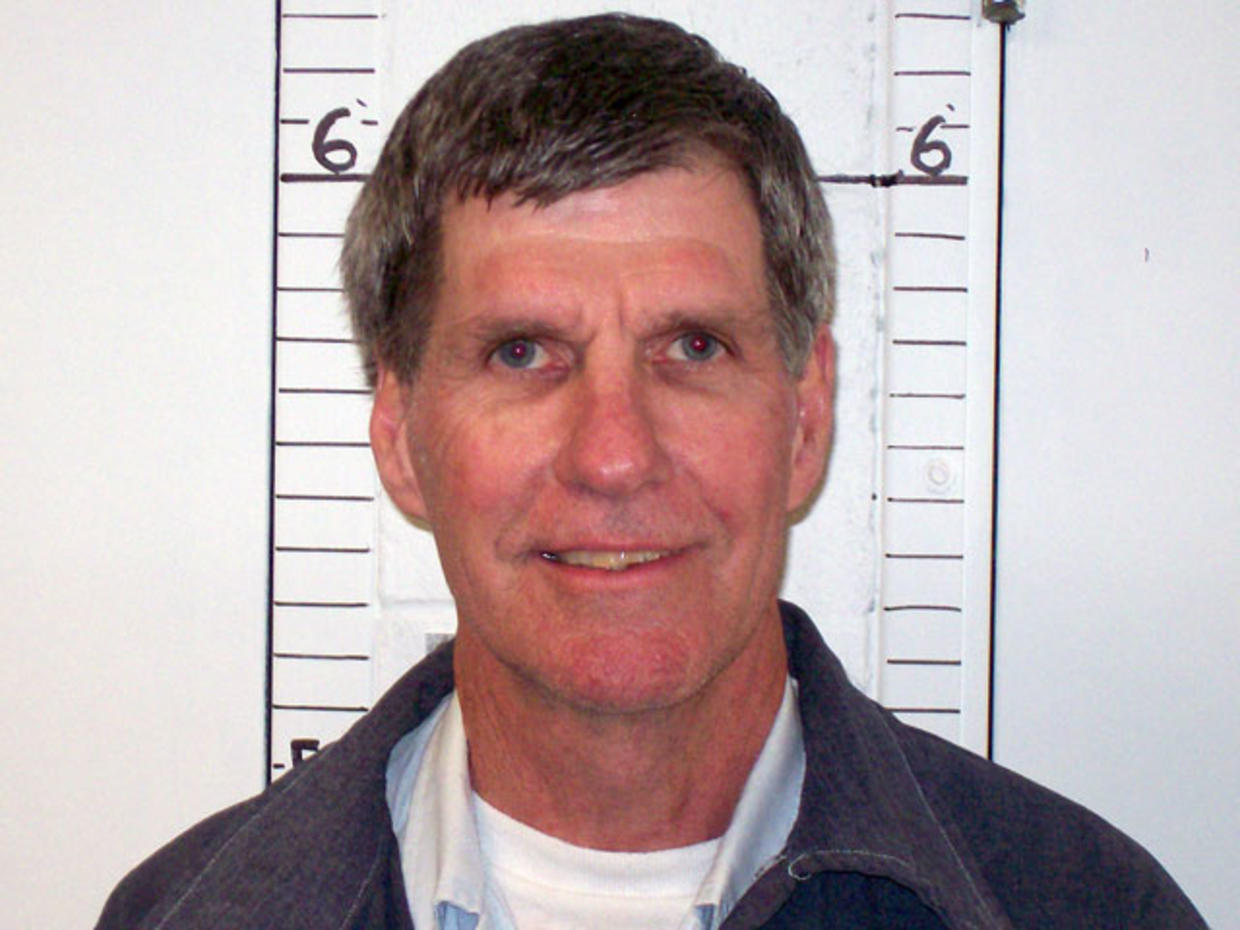
"Tex" Watson em 2004

Charles Denton Watson (Dallas, 2 de dezembro de 1945), mais conhecido como "Tex" Watson, é um homicida norte-americano, antigo membro da Família Manson, condenado pelos assassinatos de Sharon Tate, Jay Sebring, Abigail Folger, Steven Parent, Wojciech Frykowski, Leno LaBianca e Rosemary La Bianca, acontecidos nas noites de 9 e 10 de agosto de 1969, em Los Angeles.

## Biografia
Watson cometeu os crimes em companhia de Susan Atkins, Leslie Van Houten e Patricia Krenwinkel, também integrantes da Família Manson, e infligiu a maior parte dos golpes que causaram a morte das vítimas, num dos mais famosos casos de assassinato em massa da história criminal dos Estados Unidos.
Ele foi julgado à parte das outras acusadas pelos homicídios, sendo condenado à morte em 21 de outubro de 1971, escapando da execução quando a Suprema Corte da Califórnia aboliu a pena de morte no estado em 1972, passando a cumprir prisão perpétua.
Ele tornou-se um cristão regenerado na prisão e em 1979 casou-se com Kristen Svega, com quem teve quatro filhos, resultado das visitas conjugais a que tinha direito. Por influência da mãe de Sharon Tate, Doris, que por anos liderou campanhas contra a possibilidade de liberdade condicional dos assassinos de sua filha e pelo banimento das visitas conjugais a assassinos condenados à prisão perpétua na Califórnia, estas visitas foram proibidas por lei no estado. Watson e a mulher acabaram separando-se em 2003, após quase 25 anos de casamento.
Em 2009, formou-se em administração de empresas na California Coast University. Abraçando a religião, tem escrito em seu site na Internet sobre os crimes que cometeu, pedindo perdão por eles aos familiares das vítimas e se dizendo ‘perdoado por Deus’.
Watson teve negados quatorze  pedidos de liberdade condicional, permitidos após vinte anos de prisão aos condenados à prisão perpétua pelo sistema jurídico norte-americano. Depois da última negativa, em 2016, terá direito à nova apelação 5 anos depois.

## Watson na cultura popular
- Um pedaço bastante distorcido de uma declaração sua, feita na época de sua convivência com a Família Manson, contra as pessoas bem nascidas, bonitas, ricas e felizes, pode ser ouvida na introdução da música "The Beautiful People", do cantor Marilyn Manson.
- O filme-cult Pink Flamingos (1972), do diretor independente John Waters, é dedicado a ele. Numa cena do filme, num muro grafitado pode-se ler ‘ Free Tex Watson’. (Libertem Tex Watson).[6]
- A famosa frase que ele teria proferido aos hóspedes de Sharon Tate, antes de cometer os assassinatos da noite de 9 de agosto, "Eu sou o Diabo e vim aqui para fazer coisas do demônio",[7]:176–184 se tornou um jargão bastante conhecido e sinistro nos Estados Unidos.
- No filme Era uma vez em... Hollywood (2019), uma versão ficcional dele é interpretada por Austin Butler.[8]
- Em 2019, ele foi interpretado por Christopher Backus na série Mindhunter, da Netflix.[9]